# Kostel svatého Václava (Žinkovy)
Kostel svatého Václava je barokní římskokatolický kostel v centru městečka Žinkovy. Od roku 1958 je, spolu s celým kostelním areálem zahrnujícím ohradní zeď, kaple a sochy, chráněn jako kulturní památka.

## Historie
Obec Žinkovy je poprvé zmiňována už k roku 1176 a první zmínka o farním kostele v obci pochází z roku 1352. V té době byl kostel vystavěný v gotickém slohu, archeologické nálezy svědčí ale o tom, že před gotickou stavbou na místě stával zřejmě kostel ještě starší. K roku 1396 byli patrony kostela 1396 Bavor ze Žinkov a Jindřich, opat kláštera v Pomuku. Kostel přestál bez poškození dobu husitských válek, ale kostelní krov a zvony byly zničeny při velkém požáru Žinkov 15. července 1684.  V roce 1695 byl zvon obnoven a další dva zvony pak přibyly v letech 1720 a 1724.
V roce 1734 byl ale kostel při dalším velkém požáru Žinkov zcela zničen. Již za rok byl vyhořelý kostel nahrazen výstavní barokní novostavbou, kterou financovala hraběnka Marie Terezie z Vrtby, rozená ze Steinau. Stavitelem nového kostela byl pravděpodobně významný český barokní stavitel a architekt František Ignác Prée. Na stavbě se rovněž podílel proslulý plzeňský sochař a řezbář Lazar Widmann, a to nejen bohatou sochařskou výzdobou, ale i stavbou kostelního areálu, tvořeného ohradní zdí s kaplemi. V roce 1746 byly do kostela instalovány varhany od varhanáře Ondřeje Niederleho. V 19. století proběhly opravy krovu lodi a presbytáře; ve druhé polovině 20. století pak rozsáhlejší oprava krovu věže, včetně vložení výztužných ocelových prvků.

## Stavební podoba
Kostel je jednolodní stavba s orientací hlavní podélné osy jihovýchod-severozápad. Kostel tvoří podélná loď s ústředním 18 metrů vysokým čtvercovým prostorem, na který navazují pravoúhlé boční výstupky s kaplemi a na severovýchodě pak pravoúhlý presbytář. Půdorys kostela tak vytváří nevýrazný kříž. Nad presbytářem se tyčí 12 metrů vysoká věž s bání. Nad kamenným vstupním portálem, který se nachází na severozápadní straně, je v supraportě reliéf znázorňující zavraždění svatého Václava.
Kostel je obklopen ohradní zdí se vstupní branou na západní straně. Vstupní bránu i prostor za ní zdobí sochy od Lazara Widmanna z roku 1768.  Do ohradní zdi jsou na obou koncích její západní části vestavěny čtvercové kaple s okosenými nárožími.

## Interiér kostela
Zařízení kostela v barokním stylu pochází povětšinou z doby výstavby kostela. Kostel má celkem pět oltářů. Hlavní oltář je zasvěcený svatému Václavu. Oltářní obraz svatého Václava je dílem malíře Františka Horčičky. Do kostela byl instalován 26. září 1820. Nad obrazem svatého Václava je obraz Nejsvětější Trojice od klatovského malíře Františka Scherera z roku 1833. Hlavní oltář doplňují dřevěné sochy svatého Havla po levé straně a svatého Ignáce po pravé straně. Čtyři boční oltáře jsou zasvěceny: svaté Rodině, svatému Vincenci Ferrerskému, svatému Janu Nepomuckému a svatému archandělu Michaelu. Sochy na oltářích a další sochy v kostele jsou dílem Lazara Widmanna. Na oltáři svatého Jana Nepomuckého se nachází skleněná rakev s ostatky svatého Theodora. Ostatky tohoto světce, vyzvednuté z římských katakomb, získala hraběnka Maria Theresia z Vrtby roku 1708 darem od papeže Klementa XI. Malířská výzdoba je, mimo jiné, dílem Františka Julia Luxe, který vytvořil obrazy na oltářích svatého Jana Nepomuckého a archanděla Michaela.  Cennými doklady barokního umění jsou i kazatelna a mramorová křtitelnice.

## Galerie

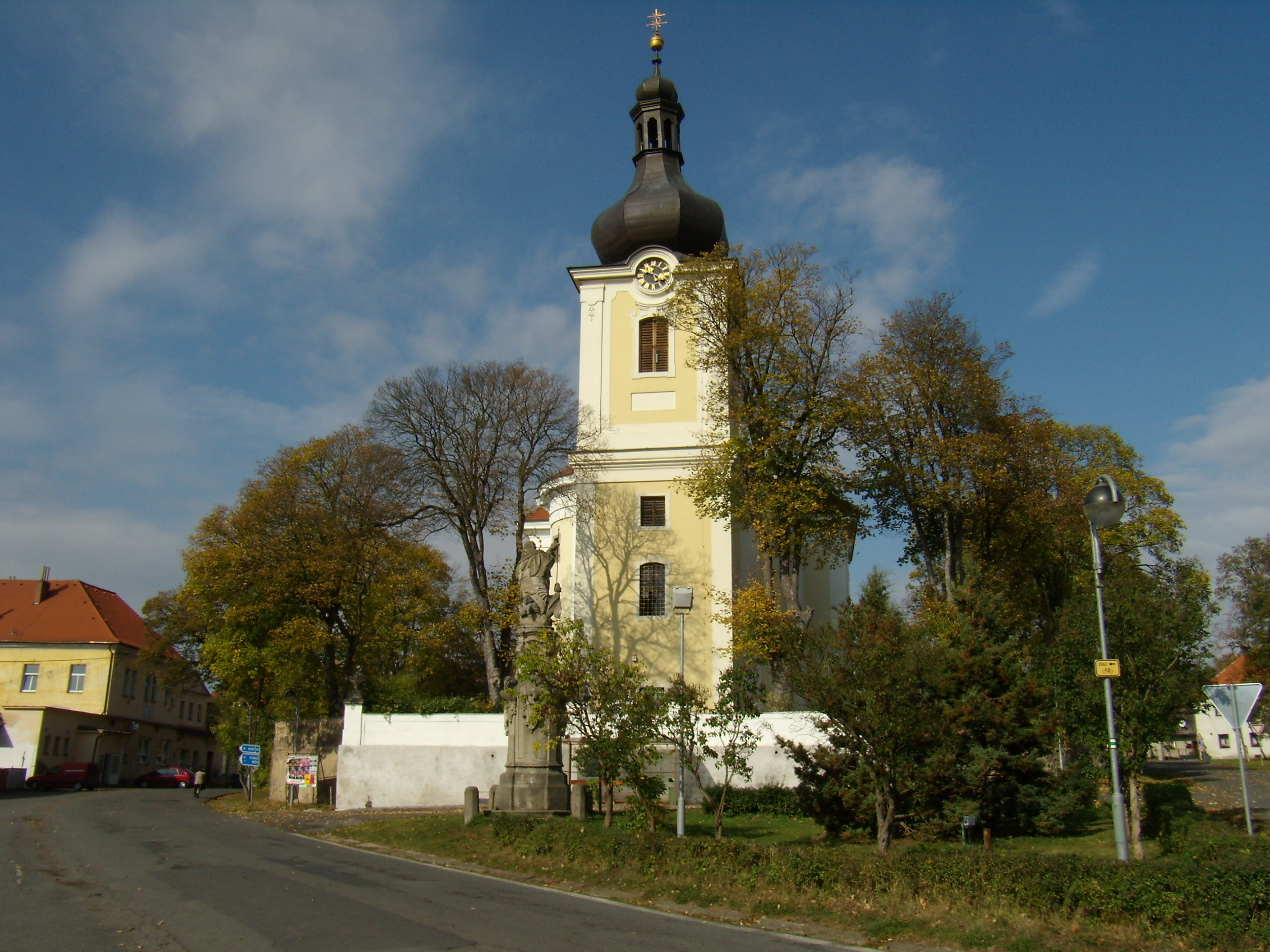
Pohled na kostelní věž od jihovýchodu
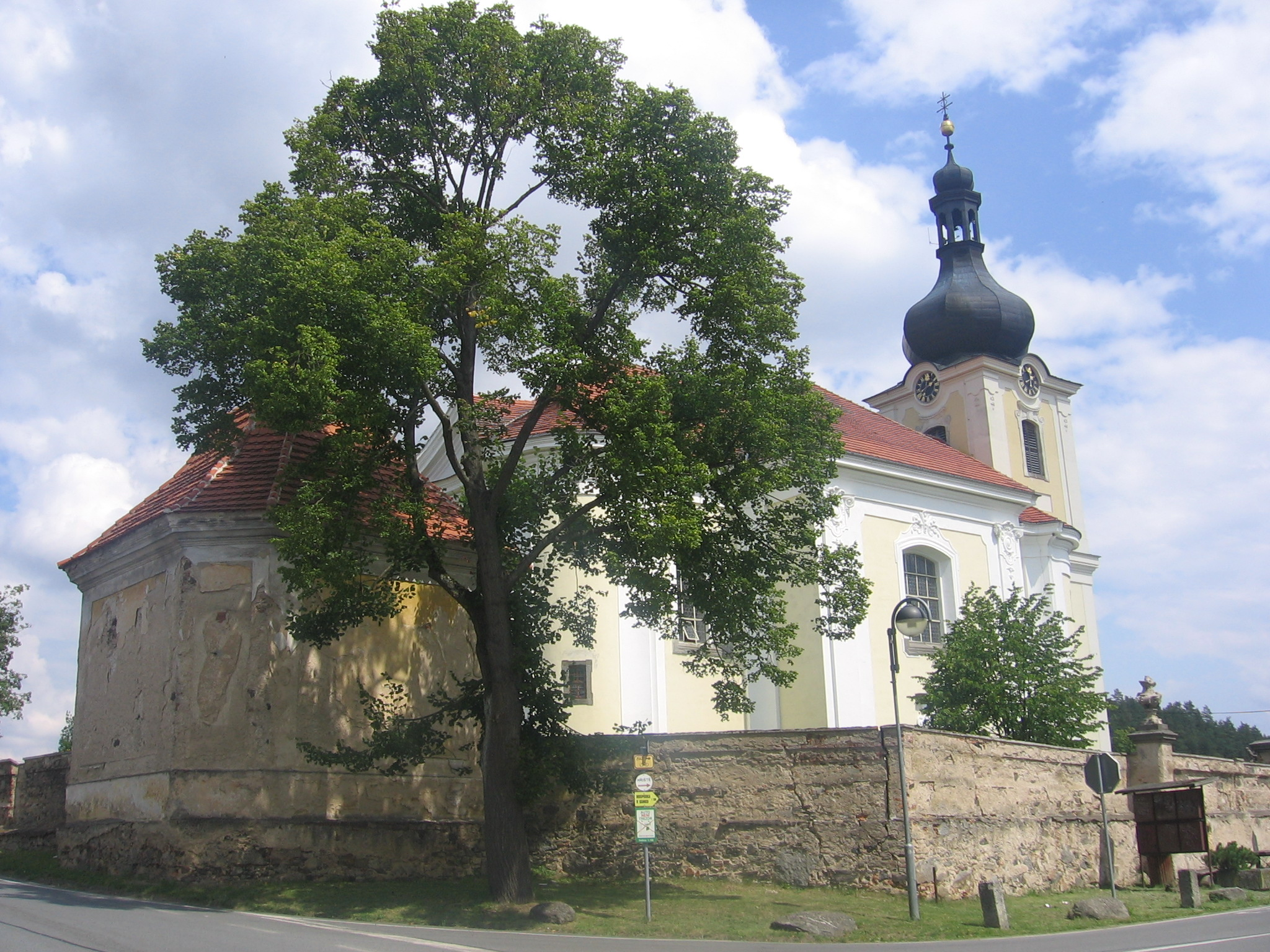
Pohled na kostel od západu
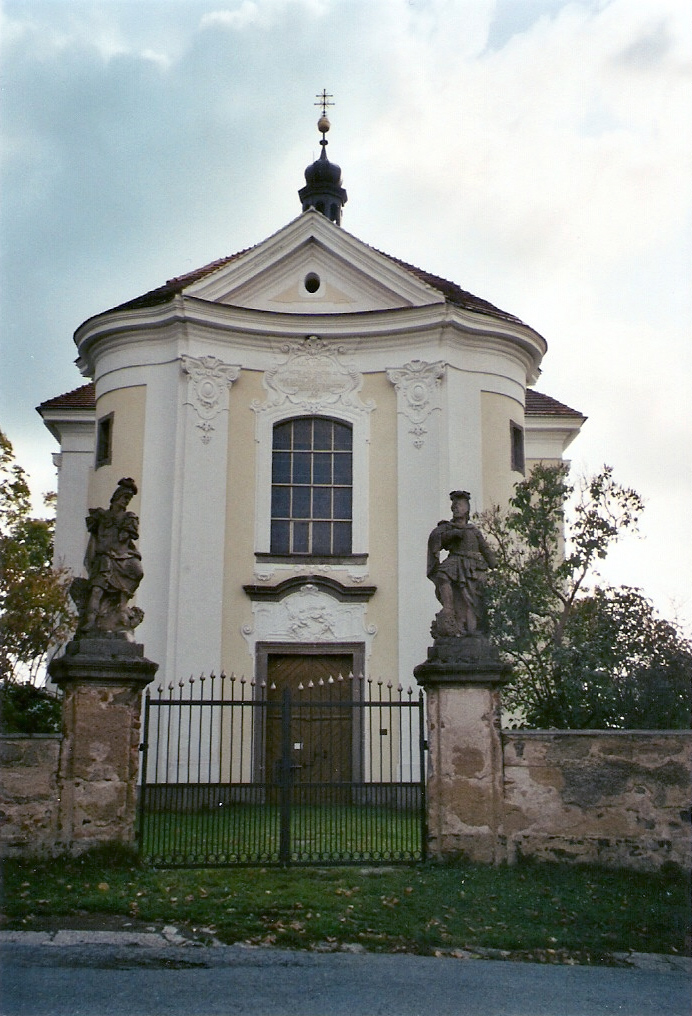
Pohled na průčelí kostela od severozápadu
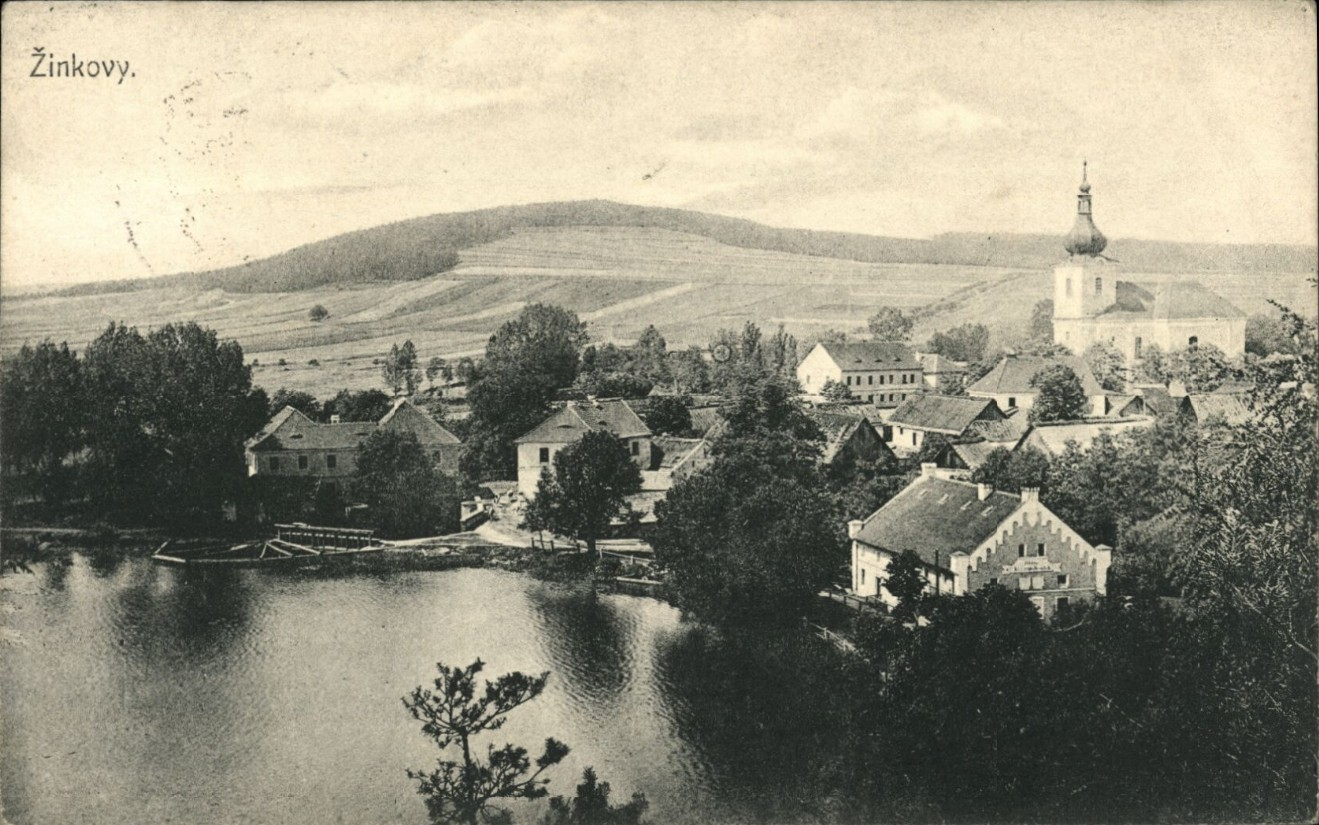
Kostel a obec na historické pohlednici